# Ворохеево
Ворохе́ево — деревня в составе Дмитриевского сельского поселения Галичского района Костромской области России.

## География
Деревня расположена у автодороги Россолово-Галич, недалеко от главного хода Транссибирской магистрали.

## История
Согласно Спискам населенных мест Российской империи в 1872 году деревня Варахеево относилась к 1 стану Галичского уезда Костромской губернии. В ней числилось 13 дворов, проживало 42 мужчины и 29 женщин.
Согласно переписи населения 1897 года в деревне проживало 138 человек (58 мужчин и 80 женщин).
Согласно Списку населенных мест Костромской губернии в 1907 году деревня Варахеево относилась к Ногатинской волости Галичского уезда Костромской губернии. По сведениям волостного правления за 1907 год в деревне числился 27 крестьянский двор и 137 жителей. Основными занятиями жителей деревни были малярные, плотницкие и сельскохозяйственные работы
До 2010 года деревня относилась к Челменскому сельскому поселению.

## Население
| 2008 | 2010 | 2012 | 2014 |
| ---- | ---- | ---- | ---- |
| 0    | →0   | →0   | →0   |